# 小畑優奈
小畑 優奈（おばた ゆな、2001年〈平成13年〉12月18日 - ）は、日本のハンドメイドアクセサリーナー、YouTuber、ライブ配信実況者、アイドルである。パチスロ演者グループ「ONEACE」のメンバーであり、女性アイドルグループSKE48チームKIIおよび派生ユニットラブ・クレッシェンドの元メンバーである。現在は「ゆっぺり」名義でも活動している。
愛知県安城市出身。

## 略歴

### 2015年
- 3月15日、SKE48第7期生オーディション合格発表。同月22日、SKE48ニコ生特番において7期生として初めてお披露目され、31日にはパシフィコ横浜での『コケティッシュ渋滞中』リリースイベントで、7期生お披露目ライブを行った。
- 5月8日、『チームE 4th Stage「手をつなぎながら」』公演でバックダンサーでデビュー。
- 6月15日、『「制服の芽」』公演アンダーで、劇場デビュー。
- 10月25日、新ユニット「虫かご」に選ばれる。
- 11月28日、『SKE48冬コン2015 名古屋再始動。〜珠理奈が帰ってきた〜 ひと足お先にXmas!ユニット祭り（夜公演）』に、正規メンバーへの昇格とチームKIIへの所属が発表される。

### 2017年
- 5月から6月にかけて実施された『AKB48 49thシングル選抜総選挙』では72位でアップカミングガールズに選出された。
- 7月19日発売のSKE48 21stシングル「意外にマンゴー」で初選抜され、同時に初センターを務める[4]。

### 2018年
- 1月10日発売のSKE48 22ndシングル「無意識の色」でも、センターを務める。
- 5月から6月にかけて実施された『AKB48 53rdシングル 世界選抜総選挙』では34位となり、ネクストガールズに選出された。

### 2019年
- 2月12日、『チームKII 7th Stage「最終ベルが鳴る」』公演で、SKE48を卒業することを発表[5]。
- 4月6日、SKE48 24thシングル「Stand by you」（劇場盤）個別握手会をもってSKE48の活動を終了。
- 5月18日、自身のYouTubeチャンネルである「ユナの女子道」と自身のアクセサリーを販売するサイトである「Lien」を開設する[6][7]。
- 10月5日、自身のプロデュースブランドである「Plume Calin」を開設する[8]。

### 2020年
- 5月1日、17LIVEでの配信を始める[9]。

### 2021年
- 3月31日、自身初の写真集である「唇を閉じたら歯は浮かせて」を発売する[10][11]。
- 6月22日、「Platinum FLASH vol.15」で初のランジェリー姿に挑戦する[12]。
- 11月1日、BIGO LIVEでの配信を始める[13]。

### 2022年
- 4月23日、自身のファンクラブである「YUNA OBATA Intimacy」がオープンする[14]。

### 2023年
- 3月、パチスロ演者グループである「ONEACE」に加入する。

## 人物
- 愛称は、ゆなな。キャッチフレーズは、「バナナじゃないよ！ゆななだよ！ゆななの好きなフルーツは？？『バナナじゃないよ！チェリーだよ！』天然でのんびりなゆななこと小畑優奈です！」を使用している[15][注 1]。
- 顔文字については「(yu ❛ ڡ ❛ )na」を使っている[16]。
- 「奇跡の透明少女」、「霊長類最強の可愛さ」などのルックスを表現するキャッチコピーがある[17][18]。
- 趣味は、ハンドメイド[15]。
- お気に入りの言葉は「ハラショー」となっており[19]、実際LINEスタンプにもなっている[20]。
- 尊敬している人物に岡田奈々の名を挙げていた[21]。
- バレエとヒップホップダンスの経験がありダンス力は高いものの九九がまともに言えないほどのお馬鹿である[22]。
- パチンコにはまったきっかけは家族みんながパチンコが好きだったからである[23]。
- 好きなパチンコの種類はリゼロ、エヴァ、超電磁砲である[1]。

### SKE48
- SKE48に入るきっかけとなったのは、おばあちゃんがオーディションを見つけてお母さんの代わりに芸能界に入れたかったとのこと[18]。
- SKE48二次元同好会のメンバー[24]。
- 初選抜でセンターに選ばれた時はうれしい反面、びっくりしたとも語っている[25]。
- 菅原茉椰とのコンビは「すがバター」と呼ばれ[26]、後藤楽々とのコンビは「ゆらら」と呼ばれる[19]。3人合わせると「まゆらー」と呼ばれる[27]。
- 水野愛理とのコンビは「小野」と呼ばれ、コンビゼロポジでも優勝した[15]。
- 水着になったとき、菅原茉椰は「可愛い顔してこんなカラダして」と衝撃を受けたという[27]。
- 卒業理由としては、アイドルとしてやりきったことを挙げている[28]。また卒業後のインタビューでは「落ちたイメージがついて辞めたくなかったので」とも語っている[29]。

## SKE48での参加曲

### シングル選抜曲
SKE48名義
- 「前のめり」に収録
  - 制服を着た名探偵 - 「ドリーミング ガールズ」名義
- 「チキンLINE」に収録
  - キスポジション - 「Team KII」 名義（センター）
- 「金の愛、銀の愛」に収録
  - 今夜はShake it ! - 「ラブ・クレッシェンド」名義
  - いい人いい人詐欺 - 「やんちゃな天使とやさしい悪魔」名義
- 意外にマンゴー（センター）
  - 円を描く - 「Team KII」名義
- 無意識の色（センター）
  - We're Growing Up - 「愛知トヨタ選抜」名義
  - 反射的スルー - 「ラブ・クレッシェンド」名義（松井珠理奈とのセンター）
  - 夜明けのコヨーテ - 「サガミチェーン選抜」名義
- いきなりパンチライン
  - 誰かの耳 - 「Team KII」名義（センター）
- Stand by you
  - 地元民たちよ - 「愛知トヨタ選抜」名義
  - 蹴飛ばした後で口づけを - 「Team KII」名義
  - 神様は見捨てない

AKB48名義
- 「唇にBe My Baby」に収録
  - さっきまではアイスティー - 「虫かご」名義
- 「シュートサイン」に収録
  - Vacancy - 「SKE48」名義
- 「願いごとの持ち腐れ」に収録
  - 前触れ
- 「#好きなんだ」に収録
  - 月の仮面 - 「アップカミングガールズ」名義
- 11月のアンクレット
  - 法定速度と優越感 - U-17選抜名義
- ジャーバージャ
  - 愛の喪明け - 「SKE48」名義
- Teacher Teacher
- 「センチメンタルトレイン」に収録
  - 友達じゃないか? - 「ネクストガールズ」名義
- 「NO WAY MAN」に収録
  - 最強ツインテール - 「U-16選抜2018」名義

### アルバム選抜曲
SKE48名義
- 『革命の丘』に収録
  - ライフルガール - 「ラブ・クレッシェンド」名義
  - 制服を脱ぎたくなって来た

AKB48名義
- 『僕たちは、あの日の夜明けを知っている』に収録
  - ごめんね、好きになっちゃって…（後藤楽々とのセンター）

### その他の参加楽曲
- シングル「コップの中の木漏れ日」（「ラブ・クレッシェンド」名義）
  - コップの中の木漏れ日 - 「ラブ・クレッシェンド」名義

### 劇場公演ユニット曲
SKE48名義
チームKII 5th Stage「ラムネの飲み方」
チームKII 6th Stage「0start」

## 出演

### バラエティ
- ダウンタウンDX（2017年11月10日、日本テレビ系列）[30]
- ヒルナンデス!（2018年6月20日、日本テレビ系列）[31]

### イベント
- 初戀～6人の小畑優奈（SKE48）～写真展（2017年9月29日 - 10月4日、オリンパスプラザ東京 クリエイティブウォール）[32]

### 雑誌・新聞
- ヤングガンガン　9号（2017年4月21日、スクウェア・エニックス）[33]
- Platinum FLASH Vol.15（2021年6月22日、光文社）[34]

### 写真集
- 唇を閉じたら歯は浮かせて（2021年3月31日）[33]

### MV
- 僕はロボット（大橋ちっぽけ）[35][36]